# Джин Грін - недоторканий
«Джин Грін — недоторканий: кар'єра агента ЦРУ GB № 014» (рос. «Джин Грин — неприкасаемый: карьера агента ЦРУ GB № 014») — роман-пародія на шпигунський бойовик, написаний в співавторстві трьома письменниками (Василь Аксьонов, Овідій Горчаков і Григорій Поженян) під загальним псевдонімом Гривадій Горпожакс в 1972 році.
Роман зачіпає тему соціально-політичного і військового протистояння соціалістичного табору і західного світу, а також має антивоєнну спрямованість. Книга була популярною в СРСР і витримала кілька перевидань. Як стверджували автори в передмові, їх роман «пригодницький, документальний, детективний, кримінальний, політичний, пародійний, сатиричний, науково-фантастичний і, що найголовніше, реалістичний».

## Сюжет
Джин Грін (Євген Гриньов, син російського емігранта — білогвардійця) любить гострі відчуття, дівчат, веселе життя і готується стати лікарем. Замість цього він потрапляє в центр шпигунської змови працівників ЦРУ (колишніх нацистів — есесівців), проходить курс підготовки спецвійськ «зелених беретів», бере участь в війні у В'єтнамі, закидається з шпигунським завданням в СРСР, де дізнається про справжні наміри свого начальства з ЦРУ і виступає проти них…